# Dicranomyia annulifera
Dicranomyia annulifera är en tvåvingeart som beskrevs av Alexander 1922. Dicranomyia annulifera ingår i släktet Dicranomyia och familjen småharkrankar. Inga underarter finns listade i Catalogue of Life.